# Wazirganj
Wazirganj é uma cidade e uma nagar panchayat no distrito de Budaun, no estado indiano de Uttar Pradesh.

## Geografia
Wazirganj está localizada a 28° 13′ N, 79° 03′ L. Tem uma altitude média de 174 metros (570 pés).

## Demografia
Segundo o censo de 2001, Wazirganj tinha uma população de 17,452 habitantes. Os indivíduos do sexo masculino constituem 54% da população e os do sexo feminino 46%. Wazirganj tem uma taxa de literacia de 42%, inferior à média nacional de 59.5%: a literacia no sexo masculino é de 51% e no sexo feminino é de 32%. Em Wazirganj, 19% da população está abaixo dos 6 anos de idade.